# 官倫
官倫（1473年—？），字天叙，密雲後衛軍籍江西临川县人，明朝政治人物。

## 生平
順天府鄉試第五十六名舉人。弘治十二年（1499年）中式己未科會試第六十五名，三甲第一百五十六名進士。曾官隴州知州，正德三年（1508年）三月以到任违限，诏免逮问，降二级边方叙用。後升雲南臨安府知府，十二年正月考察以不謹闲住。

## 家族
曾祖官正；祖官祥；父官瑾。母吕氏。永感下。兄官俊。